# Японска литература
Японската литература има почти двехилядолетна традиция. Ранните произведения са силно повлияни от китайската литература, но Япония бързо развива свой стил. Когато Япония се отваря към света, западната литература на свой ред оказва въздействие върху японските писатели.
Както при всяка литература, препоръчително е японските произведения да се четат в оригинал, тъй като поради големите езикови и културни различия много японски думи и изрази не са лесно преводими.
Макар че японската литература и японските автори не са добре познати в западната култура в сравнение с големите руски, европейски и американски произведения и писатели, Япония има стара и богата литературна традиция, която отразява хиляди години опит и култура.

## История
Японската литература може да се раздели на четири основни периода: древен, класически, средновековен и модерен.

### Древна японска литература (до 794 г.)
Преди да се въведат канджи (漢字, букв. „китайски йероглифи“) от Китай, японците нямат писмена система. С въвеждането на новите писмени йероглифи, японците започват да ги използват в изречения, които изглеждат написани на китайски, но всъщност фонетически се четат и произнасят на японски. По-късно, японците приспособяват допълнително китайските йероглифи, като създават най-ранната форма на кана или сричкова писмена форма, носеща името манъ'йогана. Най-ранните създадени творби са от периода Нара, като известни представителни творби от този период са Коджики (712) исторически записки, които представят в хронологичен ред древната японска митология и народни песни; Нихон Шоки (720) хроника написана на китайски, която е значително по-детайлно написана от Коджики; и Манъ'йошу (759) поетична антология. Една от историите, които те описват е приказката за Урашима Таро, който е най-ранния пример за история включваща пътуване във времето.
Японски класическата литература (8 век – 12 век)
Класическа японска литература обикновено се отнася до литературата, произведена през периода Хеян, това, което някои биха счели за златна ера на изкуството и литературата. Разказа за Генджи (началото на 11 век) от Мурасаки Шикибу се счита за предварително видни шедьовър на Heian фантастика и един ранен пример за художествена литература под формата на роман. Други важни произведения на този период включват Кокин Уакашу (905, вака антология) и „Записки под възглавката“ (990s), като последните са написани от живота, обича Мурасаки Шикибу на съвременни и съперник, Сей Шонагон Sei, за и забавления на благородниците в императора съд. В Iroha стихотворение е писано в началото на този период, се превръща в стандарт, за да може японски сричкова азбука до 19 век Мейджи ера реформи.
В това време на императорския двор и най-висок рейтинг куге под патронажа на поети. Не е имало професионални поети, но повечето от тях бяха придворни дами и-в-очакване. Редактиране на антологии с поезия е един от националните предприятия. Като проекция на аристократичната атмосфера, поезията в това време е елегантен и sophiscated и изрази своите емоции в риторичен стил.
Японска средновековна литература (13 век – 16 век)
А периода на гражданската война и конфликти в Япония, тази епоха е представена от историята на Хайке (1371). Тази история е една епична внимание на борбата между Minamoto и Taira кланове за контрол на Япония в края на 12 век. Други важни истории за периода включват Kamo не Chōmei на Hōjōki (1212) и Yoshida Kenko на Tsurezuregusa (1331). Писане японски използване на смес от канджи и Кана начина, по който това е направено днес започна с тези работи в средновековния период. Literature of this period evinces the influences that Buddhism and Zen ethics had on the emerging samurai class. Литература на този период evinces на влияния, които будизма и дзен етика имали върху нововъзникващите самурай клас. Работа от този период се отличава с познания за живота и смъртта, просто начин на живот, и обратно изкупуване на убийството.
Други забележителни жанрове в този период са renga, колективните поезия и Noh театър. И двамата са бързи, разработени в средата на 14 век, а именно началото на Muromachi период.

### Японска ранно-модерна литература (17 век – средата на 19 век)
Литература през това време е написана по време на голяма степен приятно Токугава Период (обикновено по-едо период). Благодарение до голяма степен на увеличението на броя на работещите и средната класа в новата столица на Едо (днес Токио), форми на популярната драма разработени, които по-късно се развиват в кабуки. В joruri и Кабуки драматург Chikamatsu Monzaemon стана популярна, считано от края на 17 век. Matsuo Башо, най-известен с Oku не Hosomichi (奥の細道, 1702: един пътепис различен извършени „Тесен път към далечния север“, „тесния път към Oku“ и т.н. на английски език), се смята за един от първата и най-големите майстори на хайку поезия. Хокусай, може би в Япония най-известните дърво блок печат художник, илюстрира фантастика настрана от известната си 36 Преглед на планината Фуджи.
Много жанрове на литературата направили своя дебют по време на едо период, подпомогнати от въстание грамотност на населението, който достига до над 90 % (според някои източници), както и развитието на библиотеката (подобни) система. Jippensha Ikku (на японски: 十返舎一九) написа Tokaido chuhizakurige (на японски: 东海道中膝栗毛), смесица от пътешествие и комедии. Ueda Akinari започна модерна традиция странно фантастика в Япония със своя Ugetsu Monogatari, докато Kyokutei Bakin написал изключително популярен фентъзи / историческа романтика Nanso Satomi Hakkenden (на японски: 南総里见八犬伝). Santo Kyōden пише историята на гей четвърти до Kansei декрети забранени такива работи. Жанрове включени ужас, разкази престъпност, морал история, комедия, и порнография-често придружени от цветни разпечатки гравюра на дърво.
В епохата Мейджи бележи повторното отваряне на Япония към Запада, и в период на бързо индустриализация.

## Основни автори
Древна литература
- Какиномото но Хитомаро (717 – 785)
- Оотомо но Якамочи (717 – 785)

Ранна съвременна литература
- Мацуо Башо (1644 – 1694)

Модерна и съвременна литература
- Огай Мори (1862 – 1922)
- Сосеки Нацуме (1867 – 1916)
- Джуничиро Танидзаки (1886 – 1965)
- Рюноске Акутагава (1892 – 1927)
- Ясунари Кавабата (1899 – 1972)
- Осаму Дазай (1909 – 1948)
- Шусаку Ендо (1923 – 1996)
- Кобо Абе (1924 – 1993)
- Юкио Мишима (1925 – 1970)
- Савако Арийоши (1931 – 1984)
- Кендзабуро Ое (р. 1935)
- Харуки Мураками (р. 1949)